# Ilhéus Jorge Amado Airport
Ilhéus Jorge Amado Airport (engelska: Ilhéus/Bahia-Jorge Amado Airport, portugisiska: Aeroporto de Ilhéus/Bahia-Jorge Amado) är en flygplats i Brasilien.   Den ligger i kommunen Ilhéus och delstaten Bahia, i den östra delen av landet, 1 000 km öster om huvudstaden Brasília. Ilhéus Jorge Amado Airport ligger 4 meter över havet.
Terrängen runt Ilhéus Jorge Amado Airport är platt. Havet är nära Ilhéus Jorge Amado Airport åt nordost. Trakten är tätbefolkad. Närmaste större samhälle är Ilhéus, 2,6 km norr om Ilhéus Jorge Amado Airport. 